# Isla de Flores (Indonesia)

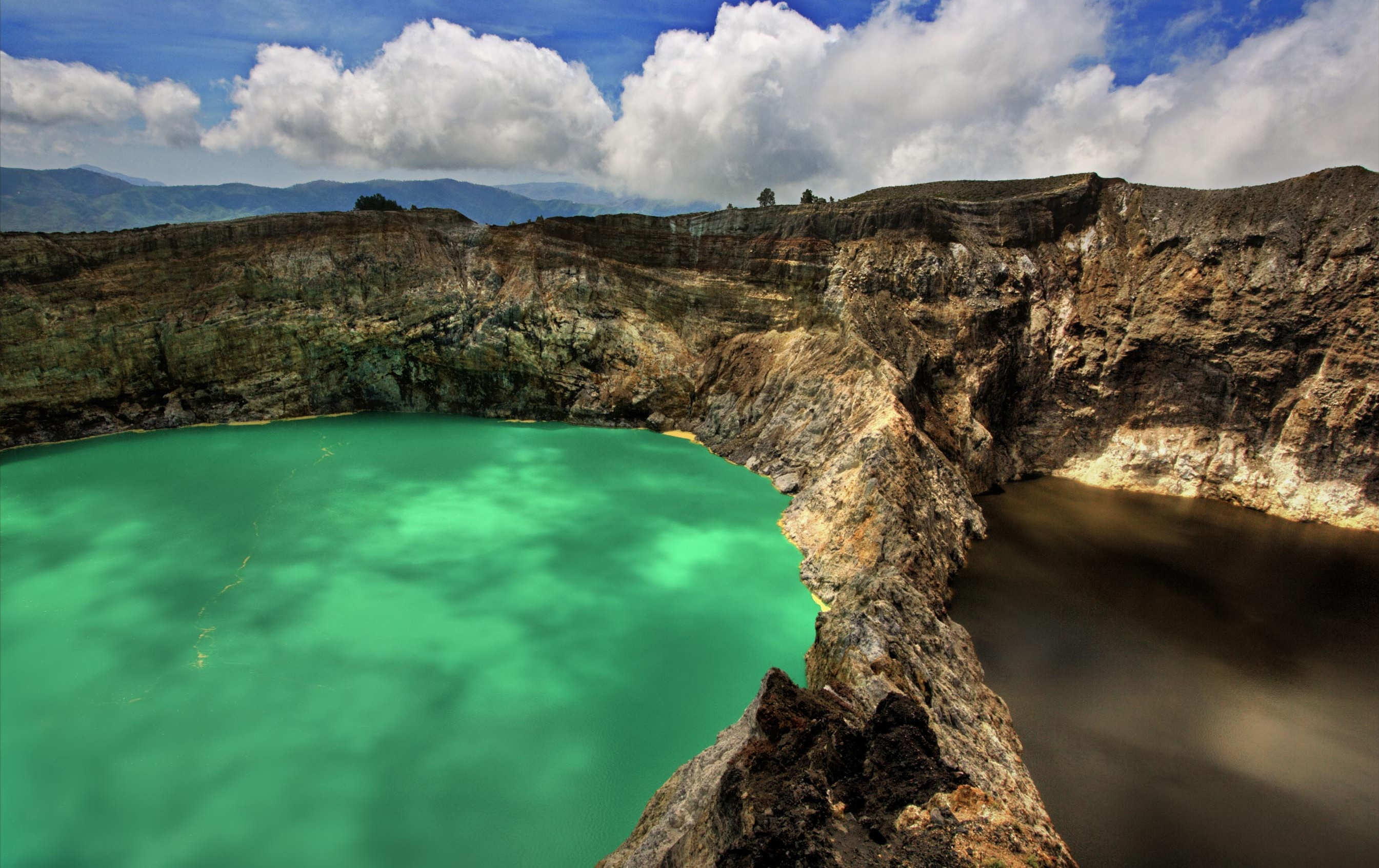
El Monte Kelimutu alberga lagos de colores diferentes, colores que reflejan sus diferentes depósitos de aluviones.

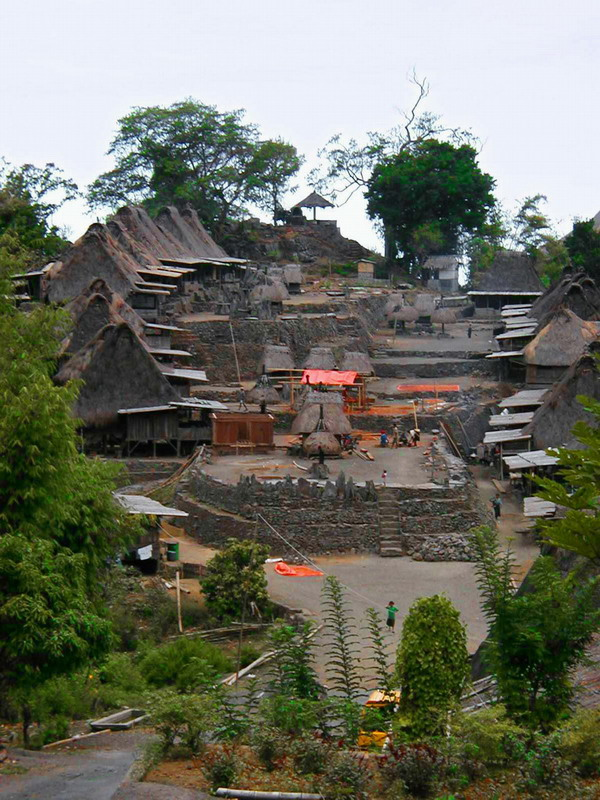
Villa de Bena, en Flores.

Flores (en indonesio: Pulau Flores) es una isla de Indonesia, parte de las islas menores de la Sonda, un grupo de islas que se extiende hasta la isla de Java. Cuenta con una superficie de 13 540 km², y tiene 1 831 000 habitantes, según el censo del 2010. Hace parte de la provincia de Nusatenggara Oriental. Se encuentra al este de Sumbawa y Komodo, al oeste de Lembata (o Lomblen) y del archipiélago de Alor, al sureste se encuentra la isla de Timor, al sur se encuentra Sumba y al norte está Célebes (o Sulawesi). Fue colonia portuguesa desde el siglo XVI hasta el XIX, hasta su cesión a los neerlandeses en 1859 junto a la isla de Solor, Pantar y Alor, mediante el Tratado de Lisboa de 1859. Es una de las regiones de Indonesia con mayoría cristiana católica junto con la isla de Timor.

## Geografía

### Geología
Desde el punto de vista geodinámico, esta isla, limitada al norte por la cuenca de Flores y al sur por la cuenca de Savu, es volcánicamente activa con al menos 13 volcanes en funcionamiento. Por otra parte, corresponde a una zona de fuerte actividad sísmica (terremoto del 12 de diciembre de 1992 de magnitud 7,5).
Los análisis estratigráficos y magmáticos (geocronología, geoquímica) muestran que Flores es una isla "joven", creada probablemente en el Oligoceno superior, pero ciertamente en el Mioceno medio.
En detalle, podemos distinguir :
- un probable ciclo Oligoceno - Mioceno medio a superior caracterizado por :
- un eje volcánico E-O (formación Kiro) donde 17 lavas muestreadas dan edades radiométricas entre 16 Ma y 8,4 Ma (Burdigaliano terminal a Tortoniano medio) y 1 lava 27,7 Ma y 25,7 Ma (Oligoceno terminal);

Depósitos volcano-sedimentarios y sedimentarios laterales, heterócronos, con microfaunas excesivamente retrabajadas. Sin embargo, podemos distinguir, de abajo a arriba, la formación turbidítica y tobácea Nangapanda del Mioceno medio, la formación Bari, compuesta por calizas neríticas a arrecifales del Mioceno medio a superior, la formación calcárea y tobácea Laka con pómez del Mioceno superior;
un ciclo terminal del Mioceno-Plio-Cuaternario con predominio volcánico en el que 13 muestras, incluidas 2 granodioritas, fueron datadas radiométricamente entre 6,7 Ma y 1,2 Ma.
El análisis geoquímico de las rocas volcánicas de los dos ciclos definidos anteriormente (elementos principales, oligoelementos, etc.) muestra que estamos ante un magmatismo orogénico de arco insular ligado a una subducción. En este sentido, Flores se encuentra en el extremo oriental del sistema de Sunda, delimitado de oeste a este por las islas de Sumatra, Java, Bali, Lombok y Sumbawa.
Desde un punto de vista regional y cronológico, el magmatismo aparece en Flores cuando cesa el de Sumba, iniciado en el Cretácico Superior. Así, en el Oligoceno, la isla de Sumba abandona su posición de arco activo y se desplaza hacia la cuenca exterior del prearco, ocupando Flores su lugar.
En el Pliocuaternario, la placa continental australiana, procedente del sur, chocó con la placa euroasiática al este, frente a Timor. Sin embargo, los inicios de una colisión se perciben hacia el oeste, en la zona estudiada, aunque todavía se encuentra en el sistema de subducción, con la surrección pura de Sumba y el desarrollo de una compresión meridional bastante modesta en la zona de Flores, marcada por una red de fallas conjugadas activas y, en el norte de la isla, por el llamado empuje del "Mar de Flores", con un buzamiento hacia el norte, que absorbe parcialmente el acortamiento creado.

### Flora y fauna
La costa oeste de la Isla de Flores es uno de los pocos lugares, junto con la isla de Komodo, donde se puede encontrar el dragón de Komodo en estado natural. Antiguamente, este gran lagarto se alimentaba de elefantes enanos del género Stegodon y ratas gigantes que se extinguieron poco después de la llegada del hombre a la isla. Este introdujo búfalos, ciervos, jabalíes y monos que se han asilvestrado y son cazados por los dragones de Komodo. Abundan también las aves, los murciélagos, las serpientes y los anfibios.
En septiembre de 2003 se encontraron restos de una especie de homínido extinto en la cueva de Liang Bua al oeste de la isla. Desde entonces se ha conocido el hallazgo como ¨"Hombre de Flores" (Homo floresiensis). Parece ser una versión menor de Homo erectus de alrededor de 100-110 cm de estatura. Parece ser que existió hasta hace unos 18 000 años o incluso menos, aunque un último estudio apunta a que realmente su extinción se produjo hace más de 50 000 años.

## Gobierno y Política
Flores forma parte de la provincia de Nusa Tenggara Oriental. La isla, junto con otras pequeñas islas menores, está dividida en ocho kabupaten o regencias. De este a oeste estas son: Flores Oriental (Flores Timur), Sikka, Ende, Nagekeo, Ngada, Manggarai Oriental (Manggarai Timur), Manggarai y Manggarai Occidental (Manggarai Barat). 
En el año 2010, los habitantes de la isla representaban el 39,1 % de la población de la provincia. Es la décima isla más poblada entre todas las que forman parte del territorio de Indonesia, después de Java, Sumatra, Borneo, Célebes, Nueva Guinea, Bali, Madura, Lombok y Timor.

## Demografía

### Idiomas
Los distritos de Mangarai Occidental, Manggarai, Manggarai Oriental, Ngada, Ende y Sikka llevan el nombre de cuatro grupos étnicos conocidos: manggarai, ngada, ende y sica. Hay otras etnias y grupos lingüísticos como los lamaholot en el este (Flores Timur) y en medio una plétora de pequeños grupos con diferentes dialectos como ende-li'o, nage, ke'o. Los grupos étnicos más grandes también han desarrollado diferencias culturales regionales. Hasta la época colonial, la isla estaba dividida en pequeños reinos, algunos de cuyos gobernantes habían recibido el título de rajá por parte de los holandeses, pero no necesariamente gobernaban una sociedad unificada.

### Religión
Entre Flores y Sumbawa hay una frontera religiosa que divide a Indonesia en el oeste musulmán y el este de mayoría cristiana.
La población de Flores, al igual que la de la vecina isla de Timor, al sureste, y gran parte de los habitantes de las Molucas, es mayoritariamente de religión cristiana. La Iglesia Católica domina en la isla de Flores. En la isla se encuentran la archidiócesis de Ende y la diócesis de Maumere. Esto es una consecuencia de la colonización portuguesa de siglos atrás.
Los musulmanes constituyen una minoría en la isla y se encuentran sobre todo en las pequeñas y remotas aldeas de la costa y en las islas del litoral. En Labuan Bajo y en la costa sur, en Labuan Bajo y Ende, la mitad de los habitantes son cristianos y la otra mitad musulmanes. Los chinos que viven en Flores se han convertido en su mayoría al cristianismo.

## Cultura
En la isla de Flores se hablan varias lenguas, todas ellas pertenecientes a la familia austronesia. Al centro de la isla, en los distritos de Ngada, Nagekeo, y Ende, se encuentra aquello que es conocido como la cadena de dialectos del centro de Flores (del inglés Central Flores Dialect Chain o Central Flores Linkage). Dentro de esta área existen pequeñas diferencias lingüísticas en casi todas las localidades. Siendo indentificables al menos seis lenguas diferentes. Estas son, de oeste a este: ngadha, nage, keo, ende, lio y palu'e, que es hablada en la isla del mismo nombre a lo largo de la costa norte de Flores. Sería posible sumar a esta lista también el so'a y el bajawa, aunque muchos antropólogos los consideran dialectos de la lengua ngadha. 
Los comerciantes y misioneros portugueses se establecieron en la isla en el siglo XVI, principalmente en las regiones de Larantuka y Sikka. Su influencia es todavía perceptible en el habla y la cultura de Sikka. De hecho, la presencia portuguesa es la responsable del nombre de la isla (Flores) y de que, en un contexto nacional mayormente musulmán, la población de Flores sea católica prácticamente en su totalidad.

## Transporte
La isla dispone de aeropuerto en Labuan Bajo, Bajawa y Ende.
- Aeropuerto Frans Seda